# Автоматизм (искусство)
Автомати́зм (англ. Surrealist automatism ) — акт создания художественного произведения, определяемый подсознательно через свободную ассоциацию, сновидение или состояние транса.
Автоматизм играет основную роль в сюрреализме, представители которого облекают в живописную, литературную или музыкальную форму исходящие из подсознания творческие импульсы.
Сюрреалистический автоматизм имеет своё основание в автоматизме медиумическом.
В изобразительном искусстве этот метод применяется также и абстракционистами. Так, он применялся канадскими автоматистами 1940-х годов. Автоматизм использовали в своем творчестве идеолог и лидер абстрактного экспрессионизма, одним из основателей которого он был, американский художник, оказавший значительное влияние на искусство второй половины XX века, Джексон Поллок и влиятельный американский художник армянского происхождения, тоже один из основателей и не только абстрактного экспрессионизма, но и абстрактного сюрреализма, Аршил Горки.